# 阿米巴病
阿米巴病（英語：amebiasis）是由溶组织内阿米巴原虫感染引起的一种人兽寄生虫病，其主要寄生于结肠，亦可经血流或直接侵袭到达其他部位（肝、脑等），引起相应部位组织的坏死、溃疡、脓肿，也可同时累及多种组织和脏器，成为全身性疾病。阿米巴痢疾（amebic dysentery）是特指此原虫导致的肠道传染性疾病，属于阿米巴病最常见的类型，临床表现为腹痛、腹瀉、便血、有膿血樣排泄物。
阿米巴病患者既可能毫無症狀，也可能症狀輕微，也可能有嚴重症狀。相關併發症有結腸發炎及潰瘍而壞死或腸胃穿孔，也有可能會導致腹膜炎，患者可能因失血過多而貧血。
內阿米巴屬生物或細胞的囊體（cyst）可以在土壤中存活長達一個月，也能在指甲內存活 45 分鐘，入侵腸道粘膜有可能導致血瀉（即為瘧疾症狀），當寄生蟲進入血液循環，就可以散佈到全身。在病原體進入血行循環後，最常見的最終位置為肝，進而導致阿米巴肝膿瘍。罹患肝膿瘍時初期可能不會腹瀉。典型的診斷會用顯微鏡作糞便類檢驗，但需要排除是否為感染或獨立出特定類型時，採信度可能會不足。症狀嚴重的患者有可能會罹患白血球增多症，最準確的測試為進行特定的血清檢驗，但即使接受治療後可能依然為陽性。細菌性結腸炎也可能導致阿米巴病的類似症狀。
預防阿米巴病的方法為改善衛生設施，包含讓飲食用水免受糞便污染，阿米巴病沒有疫苗，有兩種方式可以治療，須依受感染位置而定：治療感染阿米巴病的人體組織時，如不是用甲硝唑、抗感染藥替尼達諾、硝唑尼特或抗寄生蟲藥去氫吐根素，就是使用氯喹，治療腸道感染則是使用阿米巴殺腸腔藥物或抗寄生蟲病藥二碘羥喹啉。對抗此病任一階段的有效療法可能為並用多種藥物。沒有症狀顯現的感染不需要治療，但感染者仍可將寄生蟲傳播給他人，因此仍建議接受藥物治療。治療其他內阿米巴屬生物或細胞感染時，不須排除是否為具致病性的E. histolytica。
阿米巴病患者散見世界各地，但多數病例發生於開發中國家。一年中約有 4.8 億人感染阿米巴病，其中有 4~11 萬人死亡。據信多數感染的都是不具致病性的E. dispar，此常見於特定地區，而有症狀顯現的病例可能較前述為少。阿米巴病頭號病例最早可追溯至 1875 年，1891 年才有詳盡的記錄，阿米巴瘧疾 和阿米巴肝膿瘍 兩詞因而問世。1913 年，於菲律賓發現的近一步證據顯示，吞下E. histolytica囊體的自願者後來發病了。

## 外部連結
- Amoebiasis （页面存档备份，存于） - 美国疾病控制与预防中心